# 相声演员师承关系
相声演员师承关系列舉華人界著名相声演员的师承关系。
虽然张三禄是有记载最早的相声演员，但是一般来说，相声界把朱绍文（穷不怕）称作他们的开山祖师。《江湖丛谈》中记述“张三禄乃相声发始创艺人之一，其后相声派分为三大派，一为朱派，二为阿派，三为沈派”。与朱绍文、阿彦涛、沈春和等是否直系师承关系尚待进一步考证。一般来讲，认为张三禄是第一代的说法较为通行。
相声演员的字辈从第四代至第八代为“德、寿、宝、文、明”。也曾有“德、寿、立、仁、义”排字，但使用较少且“立”字后无使用。第一代至第三代无字辈，第九代及后暂无字辈。

## 第一代——第二代
- 张三禄——朱绍文、阿彦涛、沈春和

## 第二代——第三代
- 朱绍文——贫有本、富有根（富桂祯）、徐有禄（徐长福）、范有缘（范长立）
- 阿彦涛——恩绪、高文奎、春长隆、沈竹善
- 沈春和——魏崑治、王有道、李长春、高闻元、冯崑治、裕二福

## 第三代——第四代（德）
- 恩绪——李德鍚、李德祥、张德泉、华德茂（华子元）、来德如、王葆山、陈子贞、广阔泉、高玉峰、谢芮芝、戴致斋、（骆采舞？）
- 富有根——裕德隆、范瑞亭、玉来子
- 徐长福——焦德海、卢德俊、徐茂昌、刘德智
- 冯崑治——高德明、吉坪三、高德光、高德亮、常葆臣、郭伯山
- 春长隆——马德禄
- 高闻元——唐玉福、李万兴、张杰尧、韩子康、刘月樵
- 范有缘——周德山、郭瑞林、李瑞丰、张德俊、杜茂林、徐瑞海、朱凤山、马良臣
- 魏崑治——孙伯珍、张伯俊、丁伯品、阎伯山
- 李长春——恒瑞丰
- 高闻奎——冯振声
- 沈竹善——张星武

## 第四代（德）——第五代（寿）
- 裕德隆——王兆麟（王顺福）、陶湘如（陶顺禄）、李少卿（李顺祯）、张云武（张顺祥）、张绍堂（张顺延）、吴景春
- 李德钖——马桂元、玉小亭、焦葆奎、郑仲衡
- 焦德海——张寿臣（门长，即该代之首徒）、李寿增、富寿严、李寿清、叶寿亭、俊波、常连安、朱阔泉、汤金澄、堃江、尹凤岐、彦授辰、路彩祥、白葆亭
- 卢德俊——赵霭如、陈雨亭、赵寿舫、何寿亭、崇寿峰、冯乐福、金钰堂、何玉清、庞子泉、李得子
- 周德山——马三立、刘桂田、李桐文、连秀全、宝寿华、魏常玉
- 马德禄——高寿亭、高桂清、杨闻华、尹寿山、郭荣起
- 范瑞亭——焦寿海、陈桂林、陈桂鑫、聂闻治、冯子玉
- 郭瑞林——侯一尘、谭伯如、陶湘九、李寿芳、马四立、胡兰亭
- 李瑞丰——寇寿亭、董湘臣、陈紫荃
- 李德祥——马寿岩
- 吉坪三——秦醒民、熙醒生
- 刘德智——郭启儒、张春奎
- 冯振声——常福荃、杨海荃、韩小痴、叶太珍、祝景荃、张闻斌
- 张杰尧——单松亭、关松明、袁松麒、班松麟、田松山、刘松江、辛松斌、郑松涛、陈松波、杨松临、王松声、王松葵、沙广森
- 韩子康——薛永年
- 马良臣——李永春
- 高德明——佑福、冯大荃、张松青
- 朱凤山——阚天忠、谢天荣、赵天寿、李天林、杨天茂
- 高德亮——高凤山、赵玉贵

## 第五代（寿）——第六代（宝）
- 张寿臣——赵立梧、常宝堃、刘宝瑞、刘化民、康立本、叶利中、冯立樟、朱相臣、冯立全、袁佩楼、沈君、张少清、穆祥林、世德、胡振江、戴少甫、侯少尘、邢炳涛、田立禾、佟大方、张嘉利
- 焦寿海——赵佩茹（门长）、刘奎珍、李洁尘、耿宝林、张宝珍、刘广义、孙宝琦、杨少奎、佟浩如、张宝玙、李存民、张福祥、张玉堂、李润杰、张明新、崔怀禄、赵稳增、张立林、张宝珠
- 李寿增——孙少林、赵兰亭、欧宝珊、王树田、张振圻、汤民一、张佩如、曹宝春、夏万福、马金良、来少如、焦立海、丁守义、刘玉凤
- 马三立——阎笑儒、张笑勤、张笑非、金笑天、班德贵、连笑昆、常宝华、高笑临、谌笑宇、王笑予、方笑文、任笑海、尹笑声、宝林、常宝丰、李文华
- 常连安——高元钧
- 马桂元——冯宝华、赵宝贵、骆宝珊
- 朱阔泉——王凤山、李宝麒、侯宝林、王宝童、马志明
- 侯一尘——连春仲（白银耳）、常宝霖、关春山、赵春田、马敬伯、春藻、张世芳
- 赵霭如——王长友、孙宝才、罗荣寿、黄鹤来、李桂山、王闻禄、李延年[需要消歧义]、张喜林、何善平、张善曾
- 俊波——曲福恩、白全福、郭全宝、孙玉奎、白家林
- 吴景春——吴苹
- 富寿严——靳宝琏
- 高桂清——冯立铎、史闻翰、关立铨、张立森
- 汤金澄——王俊
- 郭启儒——全常保、连仲、邵其炳、齐信英
- 尹寿山——边振新
- 聂闻治——郑祥泰
- 李少卿——李宝璋、武魁海、刘聘臣、张闻得、刘宝森
- 赵寿舫——张永熙、陈宝泰
- 陈雨亭——王世臣
- 郭荣起——常宝霆、郭宝明、杜三宝、杨少华、谢天顺、张宝如
- 崇寿峰——李宝山、关宝奇、付海峰
- 何寿亭——王福田、张庆森、春明、顾海泉
- 谭伯如——陈涌泉、赵世忠、王春和、张春旺、王嘉琪、寇连荣
- 陶湘九——郭宝珊、马宝璐、杨宝璋、王宝珍、田宝珩、张兴华、王宝珏、秦宝琦、徐宝瑜、郭宝瑛、关立铭
- 李寿芳——刘伯奎
- 高寿亭——刘立升、孙少臣
- 连秀全——王本林、刘志远
- 熙醒生——师世元
- 马寿岩——龚玉章、田宝鑫、张春生、回婉华、王枢祥
- 杨海荃——赵幼樵、富兰英、马子恒、王海江、杨金声、周印金、汤艳杰、金炳昶、王志涛、杨振华、冯景顺、张乃勤
- 常福荃——刘来子、董小柱、魏幼臣、刘幼山
- 叶太珍——蔡玉衡
- 祝景荃——金幼实、陈幼新、高幼峰、李幼刚、冯幼封
- 彦授辰——张鸿滨、高凤起、胡仲仁、李宝森、孙宝钧、戴宝康、孙桐增、绪得贵
- 薛永年——吴琼、范志强
- 杨松临——高飞、祁喜生、陈尚忠、李祝英、林茂、陈冠义
- 冯大荃——邓世杰
- 张松青——陈世魁、麻世豪
- 高凤山——毕学祥、李学宏、陈学富、石富宽、李学贵、崔琦、来宝刚、李少杰、梁厚民
- 李得子——朱永福
- 李永春——崔亚轩

## 第六代（宝）——第七代（文）
- 赵佩茹——李伯祥、张伯华、马伯林、崔伯光、杨伯英、高英培、常贵田、刘英华、杨英彩、李世增、李英杰、王祥林、马志存、徐德魁、张继英、任鸣岐、刘英奇、张奎清、张义勤、李浩然、郭士中、侯耀文、许秀林、刘国器
- 吴苹——藤田香
- 崔亚轩——刘沛起
- 庞子泉——夏福义
- 康立本——李文锦、董铁良
- 赵兰亭——张文甫、孙士达、刘黎
- 关宝奇——祁存才
- 龚玉章——王鸣山
- 常宝堃——李伯仁、苏文茂
- 李洁尘——赵心敏（门长）、王伯荣、秦玉华、马文忠、姜宝林
- 王长友——赵振铎、郭文岐、丁玉鹏、叶少臣、茹少亭、韩秀英、寇庚杰、范传辅、康松广、臧洪、赵亮
- 刘宝瑞——周文游、寇庚儒、邢文昭、霍文龙、殷文硕、王文林、高洪顺、唐杰忠、张庭萱、曹中民、刘兵、皮树德、韩德江（歌手韩红的父亲）
- 侯宝林——贾振良、黄铁良、杨紫阳、马季、胡必达、殷培田、贾继光、丁广泉、康达夫、李如刚、吴兆南、世猷、郝爱民、师胜杰
- 杨绍奎——丁文元、刘文亨、任文立、刘文贞、张文学、张文习、王文进、李文芳、刘文步、赵文岚、张文辉、姜伯华、潘庆武、孙福海、彭凤林
- 孙宝才——孙星海、赵连升、王长林、马文光、丁文盛、刘孝先、福保仁、王学义、陈进山、王世勇
- 常宝霖——王庆新、张洪刚、姬晓廷
- 罗荣寿——杨文义、兰文甫、丁金声、刘树江、李树仁、张树茂、王庆东、凌少明、李国英、李国盛、杨瑞库、王得昌、马维福、郭祥林、马俊生、张盘、张鲁、丁广和
- 杨宝璋——金文和、范文欣、余文光、李文枫、黄文斌
- 王宝童——殷振江、林文春、贾世泉、郭仁金
- 陈涌泉——刘辰、王辅廷、陈庆昇
- 关春山——刘文亮、韩文光、田文明、辛文涛
- 耿宝林——方伯华、王伯林、张伯涛、左春来、王占友、吕维国、朱贞富、王文喜
- 王世臣——李鸣歧、赵得亮、马大龙、付振江、孟祥光、刘洪沂、李文山、王长宝、谢金
- 张玉堂——李文成、包文年、李文娱、许文跃
- 王本林——郑小山、王小生、连小林、王双福
- 张佩如——王文凯、张保明、孙保光、张兴海、汪恩禄
- 张振圻——王洪文、王文玉、佟守本
- 宝林——王鸣楼、吴文龙、陈鸣志、邓继增、李勇、陈文彦、辛克正、李崇武、佟有为、马树春、赵恒、宫兰欣
- 武魁海——陈文光、席香远、苗文浩、车文通、魏文华、魏文亮、张文霞、刘曼影、李世续
- 常宝霆——王英俊、王英杰、黄英玉、郝英辰、曲乃新、王佩元、白金城、浮生、雷、耿殿生、张志田
- 张庆森——杜国芝、郑福山、李金宽
- 朱相臣——韩刚甲、蔡培生
- 连笑昆——王雅福、王雅青、王雅育、张雅璐、杨雅松、刘雅奎、张雅升、张雅成
- 白全福——杨志刚、房国群、缴月舒、杨志光、阿双全、张志宽、李国权、崔长武、吴云林、周桂林、阎金城、张文琪、张伯勋、宋勇、白龙岩、金兆庆、刘学仁
- 刘化民——朱君贵、张建忠
- 阎笑儒——宋文俊、杨世章、陈永清、陈永忠、陈永海、佟文阔、潘海波、侯长喜
- 田立禾——耿伯扬、赵广山
- 马敬伯——王文奇、陈秉文、徐景信、孙得一、刘威
- 班德贵——范振钰、夏志恒、耿文卿
- 刘聘臣——杨稚敏、靳金来、刘颖
- 全常保——郑文喜、郭文寿
- 李桂山——叶文杰
- 王闻禄——魏美玉、郭淑华、刘万山
- 春明——高秀琴、马凌云、金涛、董启威、王志民、庄佩臣、戴福月、果树青、戚松、刘加柯、王成启、张千、王之甫、李凤鸣
- 郭全宝——王文砚、汪保琦
- 陈宝泰——马文瑞
- 佟大方——姚玉明、张文顺
- 尹笑声——王文厚、杨威
- 常宝丰——马洪信
- 靳宝琏——孔文敬、刘文德、夏文化
- 欧宝璨——董长禄、刘长声、杨长鸣、隋长欣
- 汤民一——佟雨田
- 关立铨——马文强
- 王嘉琪——王鸣义、康桂生
- 王树田——史文惠、郭文超、肖声虎、王信、杨世龙
- 徐宝瑜——黄文祥、滕文超、万文英
- 常宝华——侯耀华、牛群、赵福玉、包长春、冯翊纲、宋少卿
- 袁佩楼——孟文辉、张存珠、赵辈亭、李富荣、朱庆山
- 王凤山——唐文光、郑文昆、周志光、方志清、李连伟、马六甲、张金玉、金文声
- 张永熙——吕少明、梁尚义、李国先、孙庆淮、曹庆波、吴庆涌、言庆洋、孙庆池、郎庆浪、吴庆鸿、张庆济、孙小林
- 马志明——黄族民、潘贵才、王金东、卢福来、克志
- 赵春田——张学彦、徐保库、冯永志、刘流、刘杰、张继贤、梁洪才、侯孝才
- 李润杰——王印权
- 夏万福——潘龙浩
- 高笑临——吴伟申、朱文先、杨文峰、王文博、吴新安、吴棣
- 孙少臣——魏务良
- 赵世忠——冯洋、马魁尧、杜宏圻、康友纯、张志强
- 孙宝钧——杜培玉
- 张宝如——赵保成、李增年、郭得喜
- 张宝玙——夏文升
- 马宝璐——李文立
- 刘宝森——张文明
- 回婉华——牛振华、马贵荣
- 刘伯奎——赵连功
- 赵天寿——费殿臣
- 谢天荣——王校林
- 王宝珍——陈国华、衡文珍、马文笑、刘文友
- 高元钧——李立山、石小杰、魏兰柱
- 王福田——李文荣、陶文华、苏连生、周琪
- 笑澜——王文昌、陈文潇、张文茹、邓文丰、李文英、文海、吴文龙、姚文虎、关文庆、李文勇、辛文正、雷文顺、马文孝、赵文浩、陈文彦
- 世德——白英杰、韩光、张书新、马伟国
- 叶立中——曹俊清、朱文正
- 穆祥林——谢树森、丁振雨、郭嘉强、李文珊、陈世智
- 郭宝珊——王启禄、黄文忠、陆文荣、施文琳
- 郭宝瑛——田文奎
- 师世元——高金奎、方金亮、曹金星
- 杨少华——唐传模、朱永义、张永久、陈君志
- 张善曾——白晓芳
- 赵宝贵——纪文奎
- 冯立樟——赵传璋、穆瑞庆、王锦文、李凤山、王东林
- 张嘉利——王鸣禄、谭鸣亮
- 任笑海——关自仁
- 冯宝华——王文杰、邢文伯、程光德
- 孙少林——赵文启、王少安、郭春堂、王文元、肖国光、王文豪、韩广海、孙春华
- 杨振华——李兴国、纪元
- 赵幼樵——巩固
- 金炳昶——张广发、张东波、孙国伟、金珠
- 王志涛——耿炎、刘江舸、郑好、董承伟、卞义
- 绪得贵——付宝山、辛宝珊
- 冯立铎——张兴汉、陈东国
- 张喜林——刘庆福、李业明、赵小林、冯春岭、胡伟新
- 连仲——胡长江、靳佩良
- 苏连生——陈晓光、吕英辉、吕荣和、蒋成、李兴旺、圣朗、关浩勇
- 孙玉奎——常贵升

## 第七代（文）——第八代（明）
- 石富宽——于谦、刘献伟、侯震、孙越
- 赵心敏——张宏、吕闻升、华士泉、杨贵田
- 董长禄——欧光慈
- 马季——姜昆、赵炎、刘伟、冯巩、笑林、王谦祥、李增瑞、韩兰成、刘喜尧、彭子义、常佩业、黄志强、黄宏、尹卓林、姚新光、李国修、赵龙军、邢瑛瑛、刘立新、侯冠男、张庆
- 王长林——海伦、刘义学、朱周义
- 李立山——杨进明、王林、刘源、魏鹏、陈朔、高慧碧、贾旭明、金岩
- 姜宝林——宋雁波、侯连友、李志强、裘英俊
- 董铁良——郑志方、刘飞、喻军、韩嘉艺
- 赵振铎——李金斗、王文友、肖巍、贾承博
- 魏文亮——李相友、罗峰、朱德刚、李孟遥、郭鑫、张林、高玉凯
- 刘文亨——高吉庆、马云路、高顺来、陶大为
- 刘文步——李明刚、辛明璋、刘明涛
- 苏文茂——赵伟洲、武福星、吉马、郭新、黄运成、刘俊杰、苏士杰、崔金泉、宋德全
- 唐杰忠——张茂起、李建华、李艺、刘全刚、李金祥、赵斌、崔喜跃、杨宁、巩汉林、魏真柏、朱琦、汪声亚、杨祖尧、卡尔罗、马洛、罗爱恬、白玉、禹宝东、王德枋、赵志洪、韩占军、徐锦江
- 张文甫——刘玉辉
- 丁广泉——连春建、郝莲露、常亮、马马杜、莲娜、玛丽娜、阿努拉、董漠涵、莫里斯、伊丽沙白、石桥久弥、李佳骏、龚哲平、米雷娜、李霁霞、马震
- 金文和——徐祖国、郭伦、张玉琪
- 朱文正——孙继忠
- 史文惠——杨四奇、赵晶
- 王雅福——刘际（学春）、芦克宁（学宁）、肖岩（学岩）、任宝安（学安）、崔鑫林（学林）、刘喆（学喆）、马星野（学野）、武邴然（学然）、徐晓晰（学晰）、郭春伟（学伟）、张志斌（学斌）、乔雅茹（学茹）
- 李文成——杨常州、王常柱
- 郭文歧——王少林、李玉君
- 刘文亮——马洪海、刘洪江、杨洪滨、韩笑
- 王学义——李士琦、李中华、段军
- 丁玉鹏——王蓬
- 杨紫阳——仇小豹、王迅
- 戴福月——高东明、化民
- 王锦文——冯敏山、果克、陈庆、刘玉才
- 赵连升——赵荣全
- 郑小山——魏元成、罗健、苗阜
- 贾世泉——李伟、王平
- 刘加柯——刘科
- 孙世达——严玉林、童鸣、叶杰平
- 范振钰——赵津生、腾生祥、彭华、志远、郭伯良、何世铭、王传林、丛波、杨俊杰、马腾翔、刘春山、张德起、高峰
- 陈永忠——元春起、林文彬
- 赵传璋——周洪儒
- 殷培田——蒋明孝
- 林文春——李铎
- 李伯祥——刘继深、郑健、戴志诚、刘毛毛、李增满、高玉林、耿直、王平、孙承林、孙强、高吉林、金旺
- 高英培——苏明杰、李松岩、高青、吴健、鲁少华、孟凡贵、赵保乐、李嘉存、韩翔、李志刚、杨天立、朱强、刘显东、吴金富、傅向波、张伯鑫
- 马志存——马洪升、赵传真、王宏、刘亚津
- 王文进——战暑日、孙殿盛、王元锋
- 徐德奎——刘树青、刘金瑞、吴刚伦、陈治华
- 王印权——叶景林、李少泉
- 张志宽——王影贤、马政、孟洋
- 胡长江——韩晓明、姜伟、许文杰
- 宋勇——周静
- 施文琳——李刚、齐力新、孙欣梅
- 黄文忠——秘鸿泉
- 陆文荣——曹鸿伟
- 李国盛——赵新华、刘廷凯
- 金幼峰——隋广斌、王泽民、李平
- 赵连功——王琪
- 高金奎——高滨江
- 王小生——甄靖
- 左春来——陈树桐
- 孙兴海——秦玉贵
- 贾继光——张大礼、王茵、齐满意、牛成志、王少立
- 刘洪沂——李伟建、甄奇、回想、路遥、金桐
- 吴兆南——江南、侯冠群、郎祖筠、刘增锴、刘尔金、樊光耀
- 侯耀文——贾伦、牛成志、单联丽、王荃、高玉庆、李炳杰、陈寒柏、李福盛、郭秋林、刘际、奇志、姜桂成、刘捷、王玉、郭晓小、荆林野、郭德纲、常寬
- 殷文硕——高迪艺、郭迪传、白迪瀚、邢迪海、荣迪曲、马迪飞、刘迪天、徐迪建、帕迪西、李迪振、李迪域、赵迪兴、杨迪中、阿迪华、任迪山、郭迪业、刘岩
- 康达夫——张新华、郭铁林
- 许秀林——朱军
- 吕少明——马济江、董树良、钱麟、祁乾宁
- 师胜杰——刘彤、邹德江、王敏、王刚、侯军、刘伟、王海、张充、何树成、周威、李菁
- 杨志刚——徐永刚、夏景华、邳建新、牟玉春、马云翔
- 关自仁——刘建平、刘跃宁、乔国庆
- 张文顺——张德武、邓德勇
- 侯长喜——韩云飞
- 赵小林——王月波、孙越、阎翀、王磊、洪涛、连旭、王惟
- 世猷——汪洋
- 李文山——张德燕
- 刘庆福——翟国强、高鹰、王碧辉、王磊（与上不同人）
- 侯耀华——刘桦、魏三儿、钉当、陈创、毕大鹏、谢雷、薛英杰、李立群、张国庆、张建国、王自健、杨全明、张洪顺、杨晓弟、邹树仁、徐霆雷、魏鹏、何沄伟
- 冯春岭——高晓攀、张康
- 马贵荣——郭磊、赵健、杨健、丁舟、吴嵩、赵臣、贾正伟、邵冉、李林
- 郑文喜——王声
- 张雅成 ——全少辉、李小龙、祁峙
- 孙国伟——穆凯、郭金杰
- 周志光——肖卫星
- 孙小林——付俊坤、隋尚恩、高善勤、张新东、靳军、崔洪刚、张战波、田宁、李小龙、刘延超、陈亮、刘振峰、何双、朱峰、吴劲松、马福胜、南勇力、王金泉
- 常贵升——胡倬凡
- 王佩元——张杰、佟楠
- 康桂生——薛伟、张贵森、霍士云、常安、陈曦、刘冬
- 王文林——付东亮
- 馮翊綱
- 宋少卿一一黃士偉.巫明如

## 第八代（明）——第九代
- 李金斗——刘颖、大兵、毛威、韩冰、刘畅、付强、方清平、王政、徐强、徐明哲、周卫星、徐明、薛晓东、张伟、王群、史不凡、学军、马庆军
- 李建华——武宾、李冲、满昱、孙仲秋、张浩南
- 王谦祥——郭培鑫、应宁、侯振鹏、杜文革、刘金霏、李寅飞
- 赵津生——周旭、吴克、初天岚、刘之含
- 何世铭——李国顺、赵明轩、任廷祥、程浩
- 武福星——丁冬
- 孟凡贵——刘云天、卢文龙
- 仇小豹——李春雷、罗松、莫含、刘军、程功、任鹏、宋磊、郑昊、余洋、申泽、陈朝勃、王潇霄
- 崔金泉——王悦、辛曲、穆全、沈世鹏、李宾、狄新海、李建勇、叶明明、朱健铭、李绍康、王石青春
- 刘喜尧——柏迈高
- 奇志——何晶晶、潘喜、徐文
- 姜昆——刘惠、白桦、邓小林、大山、刘全利、刘全和、赵卫国、李道南、陆鸣、许勇、夏文兰、倪明、唐爱国、齐立强、句号、徐文、郭丹、曹曙光、原野、徐惠民、邱胜扬、王雪飞、周春晓、周炜
- 刘增锴——姬天语、艾天意、喬天藍、施天天
- 韩兰城——范军、小飞
- 郭德纲——

| “云”字科 | 张云雷、栾云平、孔云龙、于云霆、朱云峰、岳云鹏、宁云祥、李云杰、李云天、陶云圣、张云藩、云田、赵云侠 |
| “鹤”字科 | 曹鹤陽、刘鹤春、阎鹤祥、李鹤林、李鹤彪、刘鹤英、张鹤伦、高鹤彩、张鹤君、姬鹤武、吴鹤臣、孟鹤堂、杨鹤通、梁鹤坤、钟鹤轩、马鹤琪、鹤真、刘鹤清、张鹤雯、孙鹤宝、杨鹤灵、张鹤帆、齐鹤涛、郎鹤炎、关鹤柏、王鹤江、高鹤鹏、刘鹤龙、李鹤东、张鹤舰、房鹤迪、靳鹤岚、朱鹤松、栾鹤华、张鹤栾、李鹤浦、韩鹤晓、張鹤擎、刘鶴安、黃鹤飞、 |
| “九”字科 | 张九龄、李九春、周九良、杨九郎、张九驰、高九成、王九龙、张九南、何九华、郑九莲、李九江、孙九香、刘九仁、关九海、尚九熙、李九重、刘九儒、刘九思、陈九福、陈九品、倪九涛、董九力、李九天、陈九桐、曹九台、张九泰、韩九鸣、董九涵、张九林、梅九亮、孙九芳、章九徠、孔九典                                                         |
| “霄”字科 | 张霄白、王霄頤、秦霄贤、范霄琦、樊霄堂、董霄元、郭霄汉、张霄墨、杨霄铎、肖霄雨、李霄樵、孙霄尧、葛霄擎、吴霄泽、马霄盛、马霄戎、刘霄航、姬霄桐、楊霄台、張霄霆、魏霄宁、高霄沸、刘霄田、霄伟、张霄雷、常霄鲲、王霄然、孙霄亮、党霄咏、吴霄庆、丁霄楷、渠霄楠、张霄帅、李霄虹、肖霄月、金霄琴、安霄峰、王霄笛、趙霄鵬           |

- 于谦——冯照洋、郭麒麟、太荣剑、李斯明
- 高峰——郎昊辰、苗昊雨、王昊悦、李昊洋
- 李菁——张天雷、郭天翼
- 姚新光——苏维胜、纪庆荣
- 张伯鑫——丁挚恒、王挚军、孙挚亮、王挚洪、王挚璐、张挚硕、周挚浩
- 贾伦——李道全、李道广、常艺博、刘涛、高超、郭伟、杨广业、高少伟、张磊、杜康、刘国栋、李昂、尤宪超、贾雨、王钢、韦硕、马剑平、邹积川、刘冰、赵建明、尤勇、张勃、许玉龙、鲁东泽
- 杨进明——栾奕、李云杰
- 杨晓弟——纪德功、吴博
- 高慧碧——王玮鳞、吴佳恩、翁盈芬、黄敏骢、马小茹
- 高善勤——佟丽萍、崔明祥、陈栋、周明月、尹振龙
- 张新东——闫嘉良、张旭、王伟嘉、孙瑞泽、田垒
- 圣朗——富鹏展、崔鹏举、林鹏云、谢鹏飞、孙程武、宋程伟
- 冯巩——李鸣宇、贾玲、何军、侯林林、耿强、莫宏、白凯南、王彤
- 宋德全——赵广群、陈印泉
- 连春建——罗斌、秦汉、丁伟强、科佳歧、孙鹏
- 马震——程春和、郝春景、国春明、李春意、高春然
- 黄宏——范雷
- 李伟建——傅朝奎、磊
- 常佩业——左腾云
- 刘俊杰——王友如、王铮鑫、冯阳、张福、刘巍、许健、赵志彬、郑琨、王迎、王超、王冬冬、许文龙、赵子龙、谢志强、李超、康云飞
- 刘捷——马岩
- 薛伟——张志斌
- 张杰——王加林
- 刘伟——沙振沙
- 张德起——张宏、谷宗翰
- 刘毛毛——刘有凯
- 刘际——王金桥、张  杰、闫嘉庆、王永祥、高  飞、李铁梁、王新明、张萌杰、曲  航、王  晨
- 芦克宁——贺  军（尚军）、黄  凯（尚凯）、梁芷铭（尚铭）、徐启城（尚城）、张  杰（尚杰）、金诗雨（尚雨）、韩金涛（尚涛）、杨文辉（尚辉）、郝长鸿（尚鸿）、王祖洪（尚祖）、钟泽优（尚优）、伍玉躲（尚玉）、刘炳初（尚初）、刘智斌（尚斌）、李  博（尚博）、蒋  勇（尚勇）、吴志强（尚强）、杜  凯（尚影）、刘永东（尚东）

## 第九代——第十代
- 大兵——李丹、孔磊、洪昊翔、童鸣、李一星、王志敏、刘刚
- 小飞——潘小云、宋扬、祥子
- 唐爱国 ——张勇
- 刘颖——马驰、郑宇坤、原浩之
- 栾云平——高筱宝、李筱奎、侯筱楼、高筱贝、過筱橋
- 岳云鹏——劉筱亭、尚筱菊、徐筱竹
- 孔雲龍——王筱閣、筱懷
- 郭麒麟——趙多多、冯子轩
- 曹鹤阳——刘筱彤

## 海青或未明传承
- 冯昆治(三代)——中间不详——彭国良（六代）——陈连仲——范伟、严翔、潘海涛、韩立新、浦立明、陈云飞
- 魏龙豪——傅谛、白原、高培钧
- 陈逸安——王振全、叶怡均

## 外部连结
1. ↑  . 搜狐网. 2018-10-13  [2019-01-24]. （原始内容存档于2019-04-20）.
2. ↑  立党. . 知乎. 2016-02-18  [2019-01-25]. （原始内容存档于2019-01-25）.